# Raja cortezensis
Raja cortezensis är en rockeart som beskrevs av McEachran och Miyake 1988. Raja cortezensis ingår i släktet Raja och familjen egentliga rockor. IUCN kategoriserar arten globalt som otillräckligt studerad. Inga underarter finns listade i Catalogue of Life.